# Толстовка (Базарно-Карабулакский район)
 Толстовка — село в Базарно-Карабулакском районе Саратовской области в составе сельского поселения Липовское муниципальное образование.

## География
Находится на расстоянии примерно 21 километр по прямой на северо-запад от районного центра поселка Базарный Карабулак.

## История
Официальная дата основания 1743 год.  До 2018 года входило в Тепляковское муниципальное образование.

## Население
Постоянное население составляло 90 человек в 2002 году (русские 100%) , 72 в 2010.